# 印度共和国日阅兵
共和国日阅兵（英語：Republic Day parade）是印度一年一度的国家阅兵仪式，于每年1月26日的印度共和国日在首都新德里责任大道举行。

## 历史
1950年1月26日，印度议会通过了印度共和国宪法，正式建立共和国。同日，首次阅兵在欧文圆形剧场举行，印度尼西亚总统苏加诺作为主宾（chief guest）出席。阅兵地点最初多次变动，1955年后固定于国王大道（后改名责任大道）举行。
1955年，巴基斯坦总督古拉姆·穆罕默德作为主宾出席；1956 年，英国财政大臣拉布·巴特勒；日本最高裁判所长官田中耕太郎作为主宾主席，为英、日首次；1957年：苏联国防部长格朱可夫作为主宾出席，为苏联首次；1958年，中国人民解放军元帅叶剑英作为主宾出席，他也是至今唯一一位中方主宾。
1950至60年代，印度各邦之间关系紧张，为在国家统一认同的框架下展示各邦地多元特色，阅兵仪式中开始加入各邦的花车游行。
1976年，法国总理希拉克作为主宾出席，为法国首次；2015年，奥巴马作为主宾出席，为美国首次。
2022年，阅兵地点国王大道更名为责任大道。

## 流程
阅兵仪式从国家战争纪念碑（先前为烈士之火）开始，由印度总理向烈士敬献花圈，默哀悼念。随后总理乘车前往责任大道的观礼台。印度总统和外国主宾则从印度总统府乘车前往观礼台，并由总统卫队的精锐骑兵骑马护送。
在政要就坐后，旗杆顶部的印度国旗展开（unfurl）飘扬，随后鸣放21响礼炮并同时奏国歌《人民的意志》。
在开场仪式之后，阅兵队伍进场，沿责任大道行进，经至印度门，由印度总统敬礼检阅，行军队伍由阅兵指挥乘车打头阵。如果有外军参与，则由其担任首个入场方阵。随后接上印度陆军骑兵、装甲兵、导弹部队、工程兵等兵种编队，其后为印度陆军各个步兵联队的行进方阵。在陆军部队之后，印度海军、印度空军、各准军事部队和安全部队方阵先后进场。
紧接着，各邦和各中央部委制作的各具特色的花车进场展示。行进方阵压轴的是摩托车特技表演队，会做出如“人体金字塔”之类的惊险表演。阅兵仪式最终以印度空军各型飞机的空中分列结束。
在共和国日后的第三天1月29日晚，还会举行一次鸣金收兵仪式，由印度各军乐队参演，以标志共和国日庆祝活动的结束。

## 外军参与
自2016年起，开始有外国军事部队参加印度共和国日阅兵。
| 年份 | 国家       | 参演单位                  | 备注   |
| ---- | ---------- | ------------------------- | ------ |
| 2016 | 法國       | 法国第35步兵团            | [ 15 ] |
| 2017 | 阿联酋     | 阿联酋总统卫队            | [ 16 ] |
| 2021 |            | 孟加拉国武装部队          | [ 17 ] |
| 2023 | 埃及       | 埃及武裝力量              | [ 18 ] |
| 2024 | 法國       | 法国外籍兵团第2外籍步兵团 | [ 19 ] |
| 2025 | 印度尼西亞 | 印度尼西亚国民军          | [ 20 ] |